# Enea nel Lazio
Enea nel Lazio è un dramma per musica in due atti del compositore Giuseppe Sarti su libretto di Ferdinando Moretti.
Fu rappresentata per la prima volta il 26 ottobre 1799 (15 ottobre secondo il calendario giuliano) al Bolscioj Kamennij Teatr di San Pietroburgo.

## Struttura dell'opera
- Atto I:
  - Sinfonia
  - Marcia: Sempre d'allori il crine
  - Recitativo accompagnato: Compagni, al valore vostro
  - Recitativo: Deh! Lascia, invitto eroe
  - Recitativo: Né tu l'avrai, sin che di sangue
  - Aria: Al fragor di trombe altere
  - Recitativo: Perché co' fidi miei tu non unisti
  - Aria: Calmar vorrei quell'ira
  - Recitativo accompagnato: Tu palpiti, mio core
  - Duettino: Bella fiamma del mio core
  - Recitativo: Principessa, ben mio
  - Recitativo accompagnato: Sempre la sorte amica
  - Aria: Freme la sorte irata
  - Recitativo: Ella e l'astro felice
  - Cavatina: Deh! Pietoso al tuo desire
  - Recitativo: Mio re, mio genitor
  - Terzetto: Renditi al pianto mio
- Atto II:
  - Balli
  - Recitativo: Bella madre... Ah, dove spari?
  - Cavatina: Nume, pietoso Nume
  - Recitativo: No, padre, il mio timore
  - Recitativo: Che audace!
  - Recitativo accompagnato: Ferma, un istante ancor
  - Rondò: Quanto è barbaro il dolore
  - Recitativo: Signor, nuoce l'indugio
  - Recitativo: Quai voti formar deggio
  - Aria: Se il favor d'amico fato
  - Recitativo accompagnato: Non torna alcun
  - Cavatina: Ritorni il caro oggetto
  - Recitativo: Figlia, di qual novella
  - Recitativo accompagnato: Oh! Ben sofferte pene
  - Duetto: Da quelle luci, o cara
  - Marcia
  - Terzettino: Nume clemente
  - Ciaccona: Sì dolce nodo

## Discografia
- 2003 - Marat Galiachmetov (Latino), Jana Ivanilova (Lavinia), Marina Philippova (Enea), Konstantin Nikitin (Turno) - Direttore: Arcady Steinlucht - Camerata di San Pietroburgo. Coro di giovani di San Pietroburgo - Bongiovanni GB-2334-5[1]